# Himantigera dichroa
Himantigera dichroa är en tvåvingeart som först beskrevs av Ignaz Rudolph Schiner 1868.  Himantigera dichroa ingår i släktet Himantigera och familjen vapenflugor.
Artens utbredningsområde är Colombia. Inga underarter finns listade i Catalogue of Life.